# 西村屋 (城崎温泉)
西村屋（にしむらや）は、兵庫県豊岡市の城崎温泉にある老舗温泉旅館。株式会社西村屋が、旅館「西村屋本館」とホテル「西村屋ホテル招月庭」を運営している。

## 概要
江戸末期、安政年間創業の城崎温泉随一の老舗旅館である。創業家は城崎の名主であり、4代目当主西村佐兵衛と6代目当主西村肇は城崎町長を務めた。
「西村屋本館」は登録有形文化財に登録されており、また、別棟「平田館」は数寄屋建築の大家の平田雅哉の設計である。世界的権威のあるホテルとレストランで作る「ルレ・エ・シャトー」に加盟しており、外国人宿泊客も多い。
「西村屋ホテル招月庭」は、昭和45年に「西村屋城崎グランドホテル」として開業した、城崎温泉最大規模を誇るホテルである。現在でも当館だけで城崎温泉の2割のキャパシティを有する。
「西村屋フーズコム」は神戸市や姫路市でレストランを経営している。

## 沿革
- 江戸時代安政年間 - 創業。
- 明治時代 - 西村屋三代目当主が久美浜代官所 城崎陣屋の払い下げを受ける（現在の「西村屋本館」）。
- 1925年（大正14年） - 北但大震災により「西村屋本館」焼失。
- 1926年（昭和元年） - 「西村屋本館」再建開始。
- 1951年（昭和26年） - 「株式会社西村屋」設立。
- 1952年（昭和27年） - 政府登録国際観光旅館（第31号）に登録。
- 1959年（昭和34年） - 大阪営業所開設。
- 1960年（昭和35年） - 西村屋本館「平田館」10室を増築。
- 1970年（昭和45年） - 「西村屋城崎グランドホテル」（現「西村屋ホテル招月庭」）新築開業（64室、350名収容）。ロビーラウンジに面する日本庭園は井上卓之の作で、日本造園学会賞を受賞している[3]。
- 1993年（平成5年） - 「株式会社西村屋城崎グランドホテル」を新「株式会社西村屋」に商号変更。旧「株式会社西村屋」は「株式会社ライフ西村屋」に商号変更。
- 1995年（平成7年） - 「西村屋城崎グランドホテル」を改装し、「西村屋ホテル招月庭」開業（100室、563名収容）。
- 2006年（平成18年）- 特別養護老人ホーム楽々むら「グループホーム＆ケアハウス」（城崎温泉楽々浦）開設。
- 2015年（平成27年） - 「西村屋本館大広間棟」が登録有形文化財に登録[4]。
- 2016年（平成28年） - 「西村屋本館」が世界的権威のあるホテルとレストランで作る「ルレ・エ・シャトー」に加盟[5]。
- 2018年（平成30年） - 「西村屋ホテル招月庭」耐震工事完成。
- 2019年（平成31年） - 「さんぽう西村屋 本店」開店。

## 施設
- 西村屋本館
- 西村屋ホテル招月庭
- さんぽう西村屋 本店
- 大阪営業所

## グループ会社
- 株式会社西村屋フーズコム